# Monument prussien
Le Monument prussien est un monument commémoratif de style néogothique situé en bordure du champ de bataille de Waterloo élevé en 1818 pour célébrer l'action des troupes du maréchal Blücher durant la bataille de Waterloo.

## Localisation
Le Monument prussien se situe à Plancenoit,,,, petit village de la commune belge de Lasne, dans la province du Brabant wallon.
Il se dresse le long du chemin de Camuselle,,, à environ 400 m au nord de l'église Sainte-Catherine de Plancenoit.

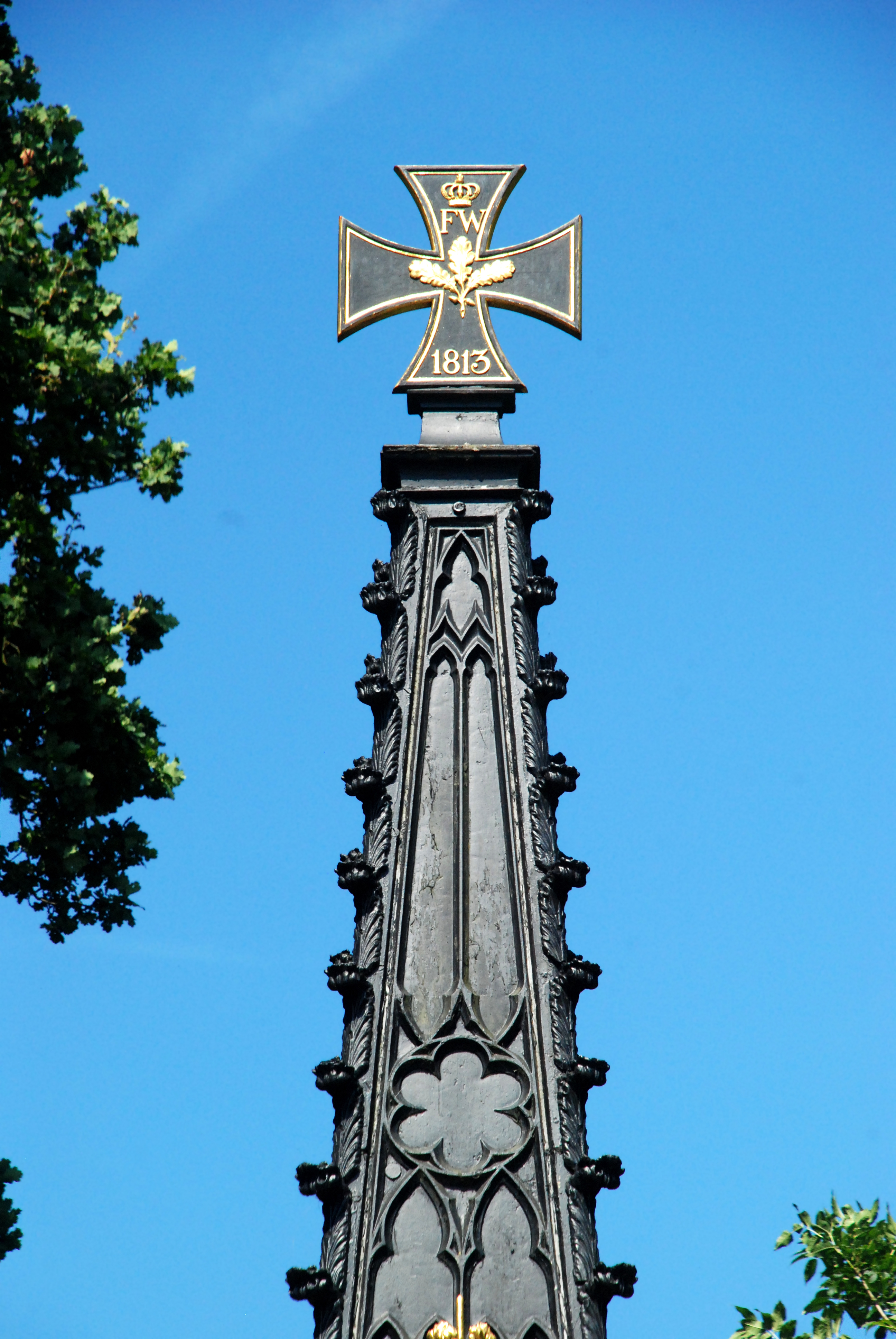
La croix de fer.

## Historique
Le monument est érigé en 1819 par le Prussiens sur les plans de l'architecte Karl Friedrich Schinkel, en souvenir des 6.700 Prussiens morts sur le champ de bataille, et pour rappeler l'action des troupes du maréchal Blücher durant la bataille de Waterloo.
La tradition veut que le monument ait été établi sur une petite hauteur d'où une batterie française fit subir de lourdes pertes aux troupes prussiennes.
En 1832, les soldats français se rendant au siège d'Anvers abattent la croix,. Le maréchal Gérard, qui avait commandé le 4e corps d'armée en 1815 et qui avait affronté les Prussiens à Wavre, fit cesser ce vandalisme et fit rétablir la croix sur le monument. Un peu plus tard, on établit une grille en fer forgé autour du monument, dans l'espoir d'éviter de telles déprédations.
Le monument a été restauré en 1832, 1944, 1965 et 1997,.

## Description

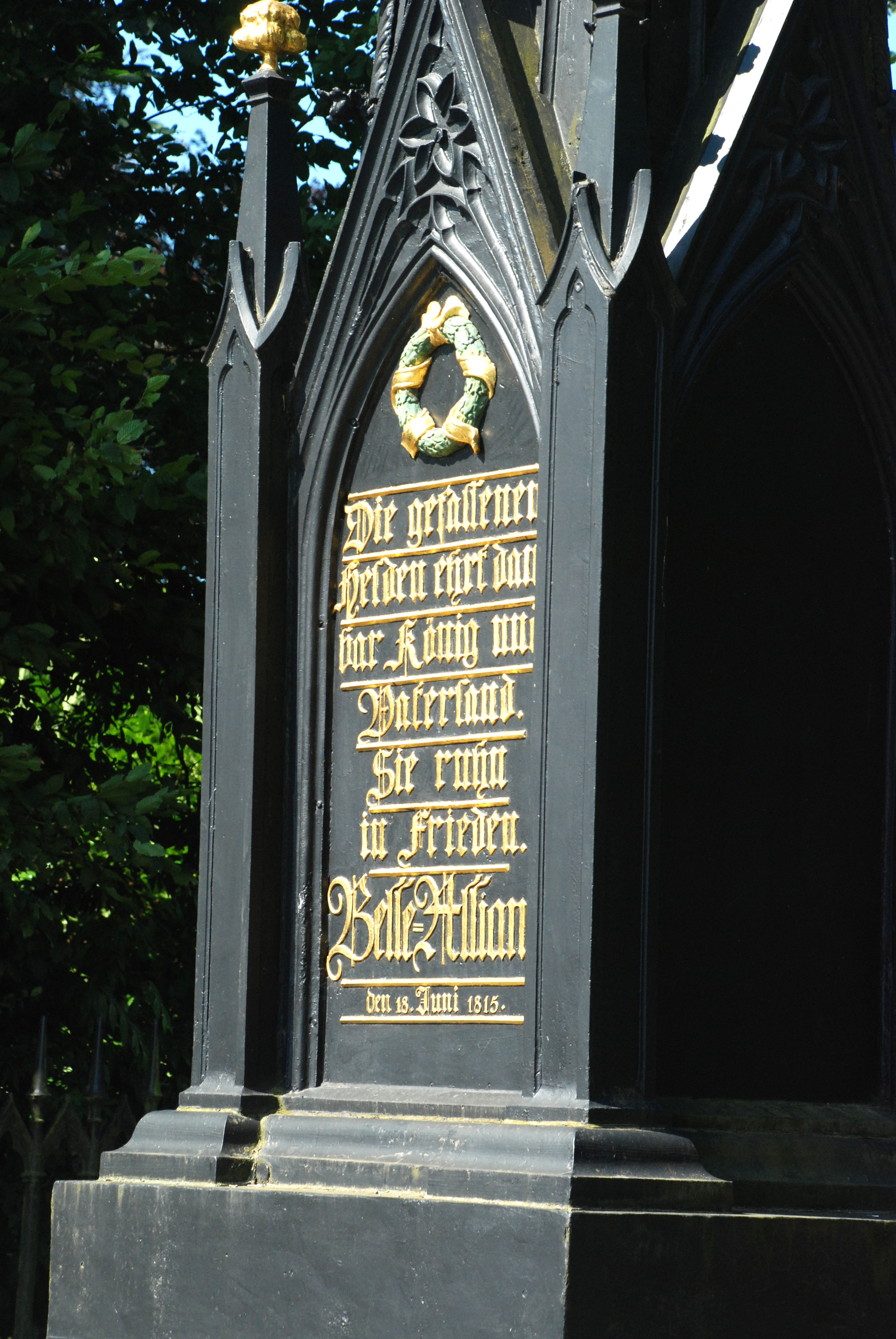
L'inscription.

Le monument est constitué d'un socle et d'un piédestal en pierre bleue portant une flèche de style néogothique surmontée d'une croix représentant la décoration de la Croix de fer instituée en 1813 par le roi Frédéric-Guillaume III de Prusse,.
Cette croix de fer est ornée du millésime « 1813 », de feuilles de chêne, des initiales du roi « FW » (Friedrich-Wilhelm) et d'une petite couronne dorée.
La base de la flèche est constituée de quatre gables entourés de pinacles surmontés de fleurons dorés.
La face sud de la base de la flèche porte une inscription en lettres gothiques dorées, surmontée d'une couronne de laurier, :

« Die gefallenen 

Helden ehrt dank- 

bar König und 

Vaterland. 

Sie ruhn 

in Frieden. 

Belle-Alliance 

den 18. Juni 1815. »

Ce qui signifie « Aux héros tombés, le Roi et la Patrie reconnaissants. Ils reposent en paix. Belle-Alliance, 18 juin 1815. ».
Les Prussiens appelèrent la bataille de Waterloo « Bataille de la Belle-Alliance ».

## Statut patrimonial
La stèle, le socle, les marches et la ferronnerie du monument sont classés comme monument depuis le 12 octobre 1981 par la Région wallonne sous la référence 25119-CLT-0014-01, et l'ensemble formé par le monument et ses abords sont classés comme site.
Le monument figure par ailleurs à l'Inventaire du patrimoine immobilier culturel de la Wallonie sous la référence 25119-INV-0142-01.